# Fiat Croma (type 154)
 For alternative betydninger, se Fiat Croma. (Se også artikler, som begynder med Fiat Croma)
Fiat Croma var en mellem 1985 og 1996 fremstillet combi coupé i den store mellemklasse fra Fiat Automobiles. Den af Italdesign designede bil var den første personbil med dieselmotor med direkte indsprøjtning.

## Historie
Den i december 1985 præsenterede Croma var efterfølgeren for Argenta (hhv. 132). Modellen blev bygget i joint venture'et De fires klub mellem Alfa Romeo (som dengang ikke hørte til Fiat-koncernen), Lancia og Saab, hvilket ligeledes resulterede i bilmodellerne Alfa Romeo 164 (1987−1997), Lancia Thema (1984−1994) og Saab 9000 (1985−1998).
I optisk hensigt havde Fiat Croma, Lancia Thema og Saab 9000 store ligheder, hvorimod Alfa Romeo 164 kun havde platformen og teknikken til fælles. Dermed var dele fra de fire bilmodeller indbyrdes udskiftelige. Dermed passer f.eks. dørene fra Fiat Croma og Lancia Thema også på Saab 9000.
Med Croma og Thema gik man personsikkerhedsmæssigt også andre veje end med f.eks. Saab 9000. Fiat modificerede på deres modeller − lige før faceliftet af Croma hhv. den anden serie af Lancia Thema − grundkarrosseriet fuldstændigt og gjorde passagerkabinen mere stabil, hvor Saab forstærkede det oprindeligt, i joint venture fremstillede karrosseri med yderligere "forbedringer" (med f.eks. sidekollisionsbeskyttelsesbjælker i dørene). Forskellige undervognsdele (f.eks. fjederben) er ligeledes ens til alle bilmodellerne, også forruden på Croma og Thema er identisk med den på Saab 9000.

## TD i.d.: Den første dieselmotor med direkte indsprøjtning
Fiat var den første fabrikant, som fra foråret 1987 med modellen Croma 2000 TD i.d. havde en dieselmotor med direkte indsprøjtning i deres personbilsmodelprogram. Indtil da blev denne teknik kun benyttet i erhvervskøretøjer som Fiat Ducato, da motorgangen ikke levede op til komfortstandarden for personbiler. Dette skyldes, at tændingstiden på en motor med direkte indsprøjtning er længere end på en motor med indirekte indsprøjtning.
I samarbejde med Fiats datterselskab Magnetti Marelli udvikledes i Fiats forskningscentrum i Napoli en elektronisk indsprøjtningsstyring, som muliggjorde en roligere motorgang. Dermed kunne indsprøjtningstidspunkt og -mængde ved hjælp af tilsvarende sensorer og aktorer tilpasses motorens omdrejningstal og belastningstilstand. Den i Croma benyttede motor havde et slagvolume på 1929 cm³ og ydede 68 kW (92 hk). Motoren kunne i starten kun fås på det italienske marked, da man på eksportmarkederne først ville udelukke de med udviklingen forbundne, mulige børnesygdomme.

## Karrosseri
Fiat Croma var udstyret med et af Giorgio Giugiaro (Italdesign) designet, femdørs combi coupé-karrosseri med stor bagklap. Giugiaro efterkom dermed ønskerne om en bil i denne klasse med den store bagklaps fordele. En lignende løsning blev benyttet på den i midten af 1989 introducerede Daihatsu Applause.
Croma var som standard udstyret med el-ruder foran, servostyring og centrallåsesystem. Som følge af brugen af forzinkede plader kunne de på forgængerne ikke sjældent forekommende rustproblemer i vidt omfang forebygges.

## Facelifts

### 1991
I januar 1991 gennemgik Croma for første gang et facelift.
Såvel ud- som indvendigt blev der ændret en del, bilen fik en ny, mere strømlinet front (forskærme, motorhjelm, kofanger, lygter og kølergrill) og en ny bagende (baglygter, kofanger og kunststofbeklædning mellem lygterne på bagklappen). Grundkarrosseriet blev optisk set ikke ændret, men kun de påskruede dele. Kabinen blev komplet modificeret, og der kom nyt kabineudstyr. Også instrumenterne blev tilpasset den nye tids smag. Karburatormodellerne samt øvrige versioner uden katalysator udgik ligesom 1,6'eren, så basismodellen nu var den 2,0-liters indsprøjtningsmotor (2000 i.e.) med 85 kW (115 hk). Croma fik også et betydeligt forstærket karrosseri, passagerkabinen blev komplet modificeret for at forbedre personsikkerheden.

### 1993
I juni 1993 fik modellen et yderligere, mindre facelift, som udefra kunne kendes på den nye kølergrill uden den midterste tværstribe. I rammerne af dette facelift blev motorerne 2000 i.e. 16V (med Bosch Motronic-indsprøjtning) og 2500 V6 med den kendte Arese-V6-motor fra Alfa Romeo introduceret. V6-motoren i Croma havde 12 ventiler og var næsten identisk med V6-motoren i Alfa Romeo 155. Derudover blev sikkerheden yderligere forbedret gennem monteringen af en førerairbag.

## Sikkerhed
Det svenske forsikringsselskab Folksam vurderer flere forskellige bilmodeller ud fra oplysninger fra virkelige ulykker, hvorved risikoen for død eller invaliditet i tilfælde af en ulykke måles. I rapporterne Hur säker är bilen? er/var Croma i årgangene 1986 til 1996 klassificeret som følger:
- 1999: Mindst 20% bedre end middelbilen[3]
- 2007: Som middelbilen[4]
- 2009: Som middelbilen[5]
- 2011: Dårligere end middelbilen[6]

## Drivlinje
Bilen havde forhjulstræk og femtrins manuel gearkasse eller automatgear, først med tre og efter faceliftet med fire fremadgående gear.

## Tekniske data

### Benzinmotorer
|                                                | 1600                            | 2000 CHT1                      | 2000 CHT1                                  | 2000 i.e.                      | 2000 i.e.                 | 2000 i.e.                       |
| Byggeperiode                                   | 12/1985−1/1991                  | 12/1985−2/1989                 | 2/1989−1/1991                              | 12/1985−2/1991                 | 2/1989−1/1991             | 10/1987−12/1996                 |
| Motordata                                      |                                 |                                |                                            |                                |                           |                                 |
| Motorkode                                      | 154A048                         | 154A1000                       | 154C5000                                   | 834B000                        | 154C3000                  | 154C3046 834B146                |
| Motortype                                      | R4-benzinmotor                  | R4-benzinmotor                 | R4-benzinmotor                             | R4-benzinmotor                 | R4-benzinmotor            | R4-benzinmotor                  |
| Antal ventiler pr. cylinder                    | 2                               | 2                              | 2                                          | 2                              | 2                         | 2                               |
| Ventilstyring                                  | OHC, tandrem                    | DOHC, tandrem                  | DOHC, tandrem                              | DOHC, tandrem                  | DOHC, tandrem             | DOHC, tandrem                   |
| Fødesystem                                     | Karburator                      | Karburator                     | Karburator                                 | Multipoint                     | Multipoint                | Multipoint                      |
| Katalysator                                    | Nej                             | Nej                            | Nej                                        | Nej                            | Nej                       | Ja                              |
| Trykladning                                    | –                               | –                              | –                                          | –                              | –                         | –                               |
| Køling                                         | Vandkøling                      | Vandkøling                     | Vandkøling                                 | Vandkøling                     | Vandkøling                | Vandkøling                      |
| Boring × slaglængde                            | 84,0 × 71,5 mm                  | 84,0 × 90,0 mm                 | 84,0 × 90,0 mm                             | 84,0 × 90,0 mm                 | 84,0 × 90,0 mm            | 84,0 × 90,0 mm                  |
| Slagvolume                                     | 1585 cm³                        | 1995 cm³                       | 1995 cm³                                   | 1995 cm³                       | 1995 cm³                  | 1995 cm³                        |
| Kompressionsforhold                            | 9,8:1                           | 9,5:1                          | 9,0:1                                      | 9,8:1                          | 9,5:1                     | 9,5:1                           |
| Maks. effekt ved omdr./min.                    | 61 kW (83 hk) 5600              | 66 kW (90 hk) 5400             | 72 kW (98 hk) 5250                         | 88 kW (120 hk) 5250            | 86 kW (117 hk) 5250       | 85 kW (115 hk) 5600             |
| Maks. drejningsmoment ved omdr./min.           | 128 Nm 2800                     | 169 Nm 2800                    | 168 Nm 2750                                | 167 Nm 3300                    | 165 Nm 3300               | 162 Nm 4000                     |
| Kraftoverførsel                                |                                 |                                |                                            |                                |                           |                                 |
| Drivende hjul                                  | Forhjul                         | Forhjul                        | Forhjul                                    | Forhjul                        | Forhjul                   | Forhjul                         |
| Gearkasse (standardudstyr)                     | 5-trins manuel                  | 5-trins manuel                 | 5-trins manuel                             | 5-trins manuel                 | 5-trins manuel            | 5-trins manuel                  |
| Gearkasse (ekstraudstyr)                       | –                               | –                              | 3-trins automatisk                         | 3-trins automatisk             | 3-trins automatisk        | 4-trins automatisk              |
| Præstationer2                                  |                                 |                                |                                            |                                |                           |                                 |
| Topfart                                        | 170 km/t                        | 180 km/t                       | 183 km/t (179 km/t)                        | 192 km/t (188 km/t)            | 188 km/t (188 km/t)       | 190 km/t (186 km/t)             |
| Acceleration 0-100 km/t                        | 14,0 sek.                       | 11,8 sek.                      | 11,7 sek. (13,4 sek.)                      | 10,4 sek. (10,4 sek.)          | 10,4 sek. (10,4 sek.)     | 10,5 sek. (14,0 sek.)           |
| Brændstofforbrug pr. 100 km ved blandet kørsel |                                 | 7,1 liter Blyholdig/ blyfri 95 | 7,2 liter (8,2 liter) Blyholdig/ blyfri 95 | 7,6 liter Blyholdig/ blyfri 95 |                           | 8,5 liter (9,0 liter) Blyfri 95 |
|                                                | 2000 i.e. 16V                   | 2000 Turbo i.e.                | 2000 Turbo i.e.                            | 2000 Turbo i.e.                | 2000 Turbo i.e.           | 2500 V6 i.e.                    |
| Byggeperiode                                   | 8/1992−12/1996                  | 12/1985−2/1989                 | 2/1989−1/1991                              | 6/1987−1/1991                  | 1/1991−12/1996            | 6/1993−12/1996                  |
| Motordata                                      |                                 |                                |                                            |                                |                           |                                 |
| Motorkode                                      | 154E1000                        | 154A2000                       | 154C4000                                   | 834C146                        | 154C4046                  | 834G000                         |
| Motortype                                      | R4-benzinmotor                  | R4-benzinmotor                 | R4-benzinmotor                             | R4-benzinmotor                 | R4-benzinmotor            | V6-benzinmotor                  |
| Antal ventiler pr. cylinder                    | 4                               | 2                              | 2                                          | 2                              | 2                         | 2                               |
| Ventilstyring                                  | DOHC, tandrem                   | DOHC, tandrem                  | DOHC, tandrem                              | DOHC, tandrem                  | DOHC, tandrem             | 2 × OHC, tandrem                |
| Fødesystem                                     | Multipoint                      | Multipoint                     | Multipoint                                 | Multipoint                     | Multipoint                | Multipoint                      |
| Katalysator                                    | Ja                              | Nej                            | Nej                                        | Ja                             | Ja                        | Ja                              |
| Trykladning                                    | –                               | Turbolader, ladeluftkøler      | Turbolader, ladeluftkøler                  | Turbolader, ladeluftkøler      | Turbolader, ladeluftkøler | –                               |
| Køling                                         | Vandkøling                      | Vandkøling                     | Vandkøling                                 | Vandkøling                     | Vandkøling                | Vandkøling                      |
| Boring × slaglængde                            | 84,0 × 90,0 mm                  | 84,0 × 90,0 mm                 | 84,0 × 90,0 mm                             | 84,0 × 90,0 mm                 | 84,0 × 90,0 mm            | 88,0 × 68,3 mm                  |
| Slagvolume                                     | 1995 cm³                        | 1995 cm³                       | 1995 cm³                                   | 1995 cm³                       | 1995 cm³                  | 2492 cm³                        |
| Kompressionsforhold                            | 10,4:1                          | 8,0:1                          | 8,0:1                                      | 7,5:1                          | 7,5:1                     | 10,0:1                          |
| Maks. effekt ved omdr./min.                    | 101 kW (137 hk) 6000            | 114 kW (155 hk) 5250           | 114 kW (155 hk) 5250                       | 111 kW (151 hk) 5500           | 110 kW (150 hk) 5500      | 117 kW (159 hk) 5800            |
| Maks. drejningsmoment ved omdr./min.           | 180 Nm 4500                     | 235 Nm 2350                    | 250 Nm 2500                                | 247 Nm 2750                    | 247 Nm 2750               | 213 Nm 4500                     |
| Kraftoverførsel                                |                                 |                                |                                            |                                |                           |                                 |
| Drivende hjul                                  | Forhjul                         | Forhjul                        | Forhjul                                    | Forhjul                        | Forhjul                   | Forhjul                         |
| Gearkasse (standardudstyr)                     | 5-trins manuel                  | 5-trins manuel                 | 5-trins manuel                             | 5-trins manuel                 | 5-trins manuel            | 5-trins manuel                  |
| Gearkasse (ekstraudstyr)                       | 4-trins automatisk              | –                              | –                                          | –                              | –                         | 4-trins automatisk              |
| Præstationer2                                  |                                 |                                |                                            |                                |                           |                                 |
| Topfart                                        | 200 km/t (195 km/t)             | 210 km/t                       | 215 km/t                                   | 210 km/t                       | 210 km/t                  | 211 km/t (205 km/t)             |
| Acceleration 0-100 km/t                        | 10,1 sek. (13,5 sek.)           | 7,8 sek.                       |                                            | 8,2 sek.                       | 8,2 sek.                  | 8,6 sek. (8,6 sek.)             |
| Brændstofforbrug pr. 100 km ved blandet kørsel | 8,9 liter (9,1 liter) Blyfri 95 | 8,2 liter Blyholdig/ blyfri 95 | 8,2 liter Blyholdig/ blyfri 95             | 8,7 liter Blyfri 95            | 8,7 liter Blyfri 95       | 9,4 liter Blyfri 95             |

Versionerne med benzinmotor er ikke E10-kompatible.

### Dieselmotorer
|                                                | 2000 TD i.d.              | 2000 TD i.d.              | 2500 D             | 2500 Turbo D              | 2500 TDE                  | 2500 TD                      | 2500 TD                   |
| Byggeperiode                                   | 5/1987−6/1993             | 6/1993−12/1996            | 12/1985−12/1989    | 12/1985−8/1989            | 5/1989−1/1991             | 5/1989−6/1993                | 6/1993−12/1996            |
| Motordata                                      |                           |                           |                    |                           |                           |                              |                           |
| Motorkode                                      | 154C6046                  | 154D1000                  | 8144.67            | 8144.91                   |                           | 8144.97                      | 8144.97Y                  |
| Motortype                                      | R4-dieselmotor            | R4-dieselmotor            | R4-dieselmotor     | R4-dieselmotor            | R4-dieselmotor            | R4-dieselmotor               | R4-dieselmotor            |
| Antal ventiler pr. cylinder                    | 2                         | 2                         | 2                  | 2                         | 2                         | 2                            | 2                         |
| Ventilstyring                                  | OHC, tandrem              | OHC, tandrem              | OHC, tandrem       | OHC, tandrem              | OHC, tandrem              | OHC, tandrem                 | OHC, tandrem              |
| Fødesystem                                     | Direkte                   | Direkte                   | Forkammer          | Forkammer                 | Forkammer                 | Forkammer                    | Forkammer                 |
| Katalysator                                    | Nej                       | Nej                       | Nej                | Nej                       | Nej                       | Nej                          | Ja                        |
| Trykladning                                    | Turbolader, ladeluftkøler | Turbolader, ladeluftkøler | –                  | Turbolader, ladeluftkøler | Turbolader, ladeluftkøler | Turbolader, ladeluftkøler    | Turbolader, ladeluftkøler |
| Køling                                         | Vandkøling                | Vandkøling                | Vandkøling         | Vandkøling                | Vandkøling                | Vandkøling                   | Vandkøling                |
| Boring × slaglængde                            | 82,6 × 90,0 mm            | 82,6 × 90,0 mm            | 93,0 × 92,0 mm     | 93,0 × 90,0 mm            | 93,0 × 92,0 mm            | 93,0 × 92,0 mm               | 93,0 × 92,0 mm            |
| Slagvolume                                     | 1929 cm³                  | 1929 cm³                  | 2500 cm³           | 2445 cm³                  | 2500 cm³                  | 2500 cm³                     | 2500 cm³                  |
| Kompressionsforhold                            | 18,0:1                    | 20,0:1                    | 22,0:1             | 22,0:1                    | 21,0:1                    | 21,0:1                       | 22,5:1                    |
| Maks. effekt ved omdr./min.                    | 68 kW (92 hk) 4000        | 68 kW (92 hk) 4000        | 55 kW (75 hk) 4200 | 74 kW (100 hk) 4100       | 77 kW (105 hk) 3900       | 85 kW (115 hk) 3900          | 85 kW (115 hk) 4100       |
| Maks. drejningsmoment ved omdr./min.           | 200 Nm 2000               | 196 Nm 2000               | 162 Nm 2200        | 217 Nm 2300               | 225 Nm 2250               | 250 Nm 2000                  | 245 Nm 2000               |
| Kraftoverførsel                                |                           |                           |                    |                           |                           |                              |                           |
| Drivende hjul                                  | Forhjul                   | Forhjul                   | Forhjul            | Forhjul                   | Forhjul                   | Forhjul                      | Forhjul                   |
| Gearkasse (standardudstyr)                     | 5-trins manuel            | 5-trins manuel            | 5-trins manuel     | 5-trins manuel            | 5-trins manuel            | 5-trins manuel               | 5-trins manuel            |
| Gearkasse (ekstraudstyr)                       | –                         | –                         | –                  | –                         | –                         | 4-trins automatisk           | –                         |
| Præstationer1                                  |                           |                           |                    |                           |                           |                              |                           |
| Topfart                                        | 180 km/t                  | 180 km/t                  | 165 km/t           | 185 km/t                  | 190 km/t                  | 195 km/t (188 km/t)          | 192 km/t                  |
| Acceleration 0-100 km/t                        | 12,5 sek.                 | 12,5 sek.                 | 16,5 sek.          | 11,9 sek.                 | 11,9 sek.                 | 11,0 sek. (12,7 sek.)        | 11,5 sek.                 |
| Brændstofforbrug pr. 100 km ved blandet kørsel | 6,0 liter Diesel          | 6,2 liter Diesel          | 6,2 liter Diesel   | 6,9 liter Diesel          | 7,0 liter Diesel          | 7,0 liter (7,8 liter) Diesel | 7,3 liter Diesel          |

## Succes og resonans
Croma kunne i 1980'erne præstere bemærkelsesværdige salgstal. Dog gik salgstallene specielt i Tyskland tydeligt nedad fra 1990, efter at tidsskriftet auto motor und sport havde gennemført en kollisionstest med flere europæiske biler i den øvre mellemklasse. Dette klarede Croma uventet dårligt. Grunden hertil hævdes at være, at der til kollisionstesten blev benyttet delvist uegnede biler. I tilfældet med Fiat Croma var der blevet benyttet en dubiøs bil fra førserieproduktion.
På trods af den betydeligt forstærkede passagerkabine efter faceliftet i foråret 1991 og den senere introduktion af en førerairbag i 1993 var Cromas ry ruineret.
Uagtet dette havde bilen dog også fordele i forhold til sine konkurrenter. Dermed var Croma den første personbil, som fra 1987 kunne leveres med en dieselmotor med direkte indsprøjtning. Topmotorerne, en 2,0-liters turbomotor med 150 hk og en 2,5-liters V6-motor med 159 hk, var for den daværende tid yderst bemærkelsesværdige. Også udstyret var med elektrisk justerbare og indklappelige sidespejle, klimaanlæg, stor bagklap, forlygtevaskere, ABS-bremser, tågeforlygter og indvendigt betjeneligt centrallåsesystem på et i forhold til konkurrenterne meget højt niveau.
I modsætning til søstermodellerne fra Alfa Romeo, Lancia og Saab var Fiat Croma såvel pris- som udstyrsmæssigt positioneret en klasse under disse, i den store mellemklasse. Cromas primære konkurrenter var Volkswagen Passat, Opel Vectra og Ford Sierra. Croma havde dog meget gode pladsforhold og kunne i forhold til sine tyske konkurrenter sælges betydeligt billigere.
Frem til december 1996 blev der fremstillet ca. 450.000 eksemplarer af Croma. Da Fiat med det siden 1969 til koncernen hørende mærke Lancia og den i slutningen af 1986 overtagne fabrikant Alfa Romeo allerede rådede over to mærker øvre mellemklassebiler, kom der da Croma udgik til fordel for modellerne Lancia Kappa og Alfa Romeo 166 ingen direkte efterfølger.
Først i juni 2005 blev der i rammerne af det daværende samarbejde med General Motors introduceret en ny model med samme navn, baseret på Opel Signum.